# Saen Monourom
Saen Monourom es una comuna (khum) del distrito de Ou Reang, en la provincia de Mondol Kirí, Camboya. En marzo de 2008 tenía una población estimada de 2476 habitantes.
Se encuentra ubicada al este del país, cerca de la orilla del río Srepok —afluente del río Mekong— y de la frontera con Vietnam.